# Гейбл, Дэн
Дэнни Мак «Дэн» Гейбл (англ. Danny Mack "Dan" Gable); род. 25 октября 1948, Уотерлу, Айова, США — американский борец вольного стиля, чемпион Олимпийских игр, чемпион мира, чемпион Панамериканских игр. Самый известный американский борец, некоторыми специалистами называется как величайший из борцов Соединённых Штатов.

## Биография
Занимался борьбой со школы, но изначально занимался плаванием; возможно этим некоторыми специалистами объясняется феноменальная выносливость Дэна Гейбла. В 1964 году в его семье произошла трагедия: была изнасилована и убита его старшая сестра, и по словам самого борца, он начал усиленно заниматься борьбой, для того, чтобы «дать им (родителям) достаточно развлечений, и они были заняты только этим». В 1967 году поступил в Университет Айовы. Как первокурсник не имел права в этом году выступать за университет. В 1968 году стал чемпионом «Большой восьмёрки», чемпионом США по версии NCAA, и победил на чемпионате США. В 1970 году повторил успех на чемпионате США, по версии NCAA стал призёром, и также победил в чемпионате «Большой восьмёрки». В 1971 году победил на Панамериканских играх и на чемпионате мира. В 1972 году победил на традиционном международном турнире в Тбилиси, был признан лучшим борцом турнира, после чего тренер советской сборной сказал, что к Олимпиаде он найдёт кого-то, кто сможет победить Гейбла. В целом, в университетских соревнованиях его результат 181 выигранная схватка к одной проигранной. В национальных чемпионатах, на которых Гейбл выступал с 1967 по 1976 год, соотношение было 67 к четырём.
Перед Олимпийскими играми Дэн Гейбл серьёзно повредил колено, и как в отборочных соревнованиях, так и на Олимпиаде был вынужден выступать «на одной ноге»
На Летних Олимпийских играх 1972 года в Мюнхене боролся в категории до 68 килограммов (лёгкий вес). Выбывание из турнира проходило по мере накопления штрафных баллов. За чистую победу штрафные баллы не начислялись, за победу за явным преимуществом начислялось 0,5 штрафных балла, за победу по очкам 1 штрафной балл, за ничью 2 или 2,5 штрафных балла, за поражение по очкам 3 балла, поражение за явным преимуществом 3,5 балла, чистое поражение — 4 балла. Если борец набирал 6 или более штрафных баллов, он выбывал из турнира. Титул оспаривали 20 человек. Дэн Гейбл, даже с травмой, не проиграл соперникам ни одного очка, а с учётом отборочных соревнований в США, провёл травмированный 21 встречу и отдал только одно очко.
| Круг  | Соперник           | Страна                                       | Результат | Основание                     | Время схватки |
| ----- | ------------------ | -------------------------------------------- | --------- | ----------------------------- | ------------- |
| 1     | Сафер Сали         | Югославия                                    | Победа    | Туше (0 штрафных баллов)      | 7:35          |
| 2     | Клаус Рост         | Федеративная Республика Германии (1949—1990) | Победа    | По очкам (0,5 штрафных балла) |               |
| 3     | Стефанос Иоаннидис | Греция                                       | Победа    | Туше (0 штрафных баллов)      | 4:03          |
| 4     | Кикуо Вада         | Япония                                       | Победа    | По очкам (1 штрафной балл)    |               |
| 5     | Влодзимир Чеслак   | Польша                                       | Победа    | Туше (0 штрафных баллов)      | 4:13          |
| Финал | Руслан Ашуралиев   | Союз Советских Социалистических Республик    | Победа    | По очкам                      |               |

 Гейбл является ярким представителем американской школы борьбы. Американским борцам присуще наличие высоких борцовских качеств, отличная функциональная подготовленность. Все это позволяет им вести поединки в очень высоком темпе борьбы, все время удерживая инициативу в своих руках. Все эти качества присущи и Гейблу. Помимо всего он обладал высокой работоспособностью, базирующейся на огромном трудолюбии. Тактика его поединков основывалась на высоком уровне специальной выносливости. С любым соперником он развивал неимоверно высокий темп на фоне жёсткого силового воздействия. Такого прессинга не выдерживали даже сильнейшие борцы мира — искали спасения от его неутомимых спуртовых атак за ковром.— 
На пике спортивной карьеры, в международных встречах с 1971 по 1973 год, Гейбл 30 раз выиграл и только один раз проиграл советскому борцу Василию Казахову. После Олимпийских игр выступал нерегулярно. Последней международной встречей для Гейбла стал матч СССР — США, где Гейбл выиграл со счётом 12-2 у будущего трёхкратного чемпиона мира и чемпиона олимпийских игр Павла Пинигина, а сам Павел Пинигин отозвался об этой схватке, как «Это была самая трудная схватка в моей жизни. Я много раз выходил на ковёр, но никогда так не уставал. Я не знал, что человек может быть таким сильным».
Арсена Алахвердиев в ответ на вопрос о том, кто из борцов производил на него самое большое впечатление, сказал:

— Американец Дэн Гейбл. Он выступал в весе до 68 кг, побеждал на Олимпийских играх и чемпионатах мира. У него интересная была манера борьбы, он постоянно двигался, постоянно атаковал. Этим он буквально загонял своих соперников. Причем казалось, что он играется с ними. Осетинский борец Казахов, который проиграл Гейблу в финале чемпионата мира, рассказывал, что во время схватки американец ему постоянно шептал «пассив, пассив», призывая его таким образом быть активнее, не уходить от борьбы.— http://wrestdag.ru/news/ru/news/arsenu_alahverdievu_ispolnilos_65_let/
В 1976 году перешёл на тренерскую работу и получил широкую известность как тренер. Начал тренировать команду родного университета и под его руководством Университета Айовы с 1978 по 1986 год подряд девять раз выигрывал национальный титул NCAA. Тренировал команду до 1997 года, когда взял творческий отпуск. Всего, под его руководством, команда выиграла 17 национальных титулов. Был старшим тренером национальной сборной США на Олимпийских играх 1980 (борцы США не участвовали), 1984 и 2000 годов. Всего в числе воспитанников тренера 152 чемпионов по версии NCAA, 45 чемпионов США, 106 чемпионов «Большой десятки», 12 участников Олимпийских игр, в том числе четыре победителя, один серебряный призёр и три бронзовых призёра.
В 1993 году был признан лучшим тренером «Большой десятки».
С 2006 года по 2011 год являлся помощником тренера университета Айовы. На настоящий момент является помощником директора по спорту того же университета. Автор ряда методических пособий для борцов.
Имя Дэна Гейбла весьма популярно в американской культуре: так, например, Майкл Джордан определялся как «Дэн Гейбл, только в баскетболе». В Айове борец и тренер постоянно попадает в листы желаемых кандидатов в губернаторы штата или в Конгресс от республиканцев. В 1974 году сыграл роль самого себя в художественном фильме «Борец». Джон Ирвинг, который хорошо знаком с Дэном Гейблом, и не раз встречался с ним на борцовском ковре, упоминает об этом в своих произведениях.
25 октября 2013 года в Айове прошёл первый праздник «День Дэна Гейбла».
В октябре 2020 года указом президента США Дональда Трампа был награждён Президентской медалью Свободы, став первым в борцовском сообществе, удостоенным этой награды.
В честь него был назван олимпийский чемпион по вольной борьбы Гейбл Стивсон.

## Видео
- Олимпийские игры 1972, вольная борьба, 68 кг, финал: Дэн Гейбл (США) — Руслан Ашуралиев (СССР)